# Coopérative de consommation
 (mars 2018).
Si vous disposez d'ouvrages ou d'articles de référence ou si vous connaissez des sites web de qualité traitant du thème abordé ici, merci de compléter l'article en donnant les références utiles à sa vérifiabilité et en les liant à la section « Notes et références ».
Une coopérative de consommation est un regroupement de consommateurs en vue d'acheter en gros des biens de consommation. S'inscrivant dans l'économie sociale elle applique les principes des coopératives, chaque sociétaire est solidaire et y exerce des droits et des devoirs. Le développement ultérieur de ces coopératives a amené ces sociétés, détenues et dirigées démocratiquement par ses sociétaires, à développer des réseaux de magasins et parfois même d'intégrer en amont une production industrielle.
Les coopératives de consommation font partie de l'économie sociale.

## Exemples de coopératives de consommation
Elles sont très nombreuses.
- La CAMIF
- Les magasins Coop
- Le Seikatsu Club

## Histoire

### Tradition populaire
Une tradition populaire du travail « en coopération » a existé en France bien avant la Révolution française à l’exemple des « fruitières » du Jura, mode d’organisation ancestral des éleveurs depuis le XIIIe siècle. Les éleveurs apportent leur lait à la « fruitière », assurent la fabrication du fromage et se partagent les bénéfices issus de la vente en fonction de la quantité de lait fournie.

### Concept nouveau
Toutefois, il faut attendre le XVIIIe siècle pour que la coopération soit conceptualisée et exprime une nouvelle forme d’organisation sociale sur la base d'une conception différente de la relation au travail définie seulement comme l'échange d’une force de travail contre une rémunération.
- La France voit fleurir de nombreuses théories : De Saint-Simon (1760-1824) à Charles Fourier (1772-1837) qui, pour la plupart, ne sont pas suivies d'applications. Ces contributions alimentent cependant un terreau fertile, au croisement d'un faisceau de pensées et d’une histoire sociale et politique en pleine évolution.
- En 1792, vers la fin de la révolution française, Alexandre Balthazar Laurent Grimod de La Reynière met en œuvre les principes élaborés durant son emprisonnement, et crée la société « Grimod et Cie » forte de plusieurs magasins dans différentes villes françaises.
- Au lendemain de la crise de 1826-1827, une quarantaine de chefs d'ateliers canuts fondent à Lyon, en juin 1828, « la Société du Devoir Mutuel » qui, entre autres objectifs, se propose « d'acheter collectivement les biens de première nécessité pour le ménage ».
- Dans cette même ville, en 1834, Derrion constate la difficulté d'assurer la viabilité - faute de capitaux - des coopératives de production et propose « d'investir le terrain du Négoce ». 
 Pour y parvenir, il faut donc « par une impulsion réformatrice, remonter anneau par anneau toute l'échelle du commerce pour en régénérer chaque partie et parvenir bientôt au point de départ : la production ».
- En Écosse, Robert Owen (1771-1858) fonde une entreprise modèle de filature où il a pu démontrer qu’il n’y avait pas incompatibilité entre l’amélioration des conditions de vie et de travail des ouvriers et la hausse de la productivité.

### Premières épiceries coopératives

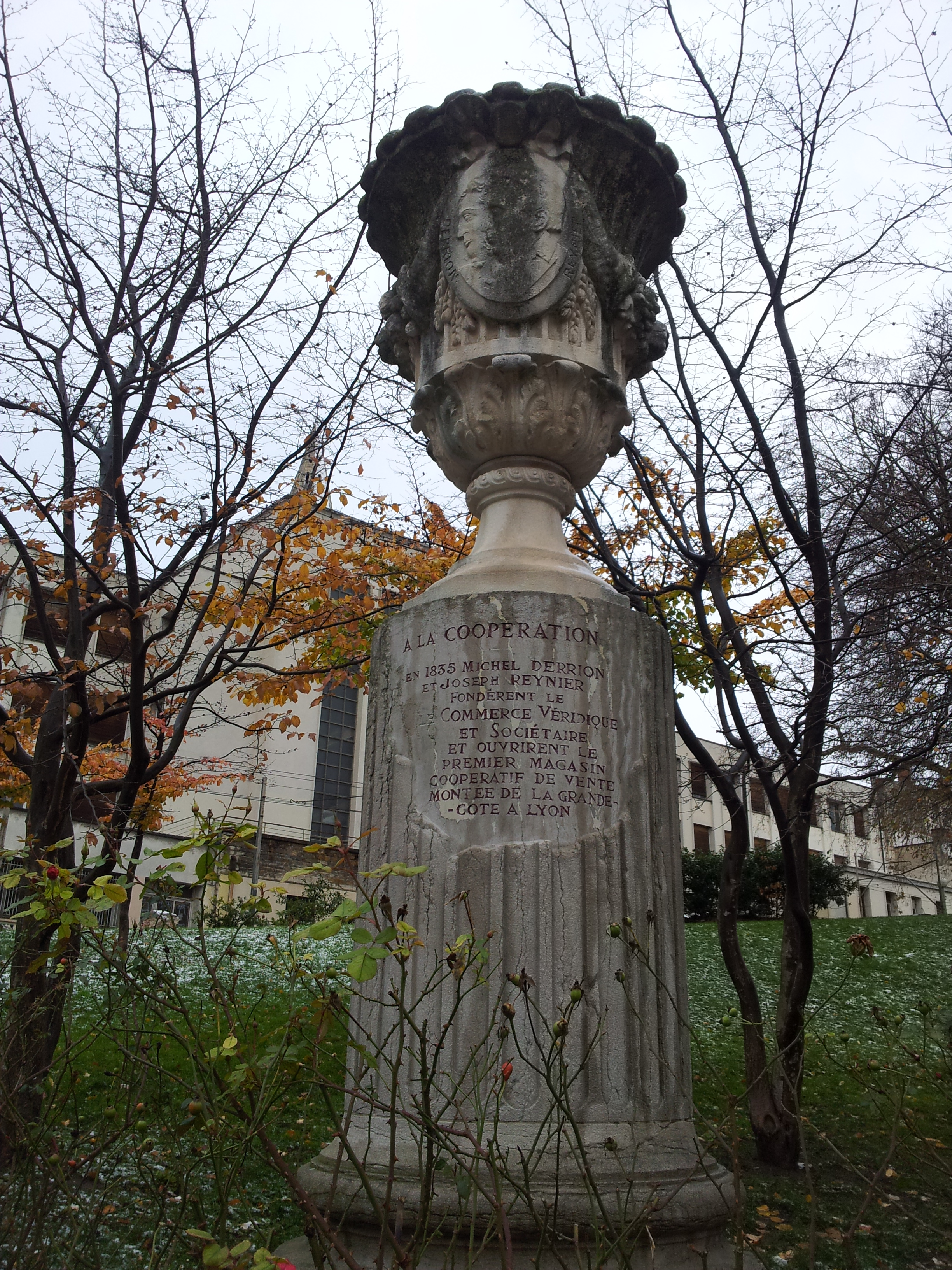
Monument situé dans le parc près de l'amphithéâtre des 3 Gaules rue Lucien Sportisse à Lyon :
"A la coopération : En 1835 Michel Derrion et Joseph Reynier fondèrent Le Commerce Véridique et sociétaire et ouvrirent le premier magasin coopératif de vente Montée de la grande-côte à Lyon"

L'année suivant ses premières proclamations, Michel-Marie Derrion avec Joseph Reynier, met en œuvre un projet d’épicerie coopérative, le 24 juin 1835 : une première épicerie sociale est installée dans la Montée de la Grande Cote, 6 autres créations suivront dans d'autres quartiers ( Quartier de la Croix-Rousse à Lyon : Voir le site). Mais les pressions politiques et celles des commerçants traditionnels auront raison de ce projet, les 7 épiceries seront fermées en 1838. 
Soulignons que Lyon, où les théories de Fourier, qui y résida longtemps, connurent un développement important, était, en ce début de siècle, une ville où l’on rencontrait une des plus fortes concentrations ouvrières de l’époque. Les ouvriers y avaient une très vigoureuse conscience sociale.
On retrouve dans les principes mis en œuvre par Derrion, les règles fondamentales d’une coopérative de consommation. Cependant, les épiceries coopératives ne résistent pas à une grave crise économique et à un contexte politique défavorable. Elles sont contraintes de fermer rapidement. Mais le mouvement est désormais lancé et lorsque les circonstances seront à nouveau propices, les coopératives lyonnaises renaîtront (à partir de 1848) et se développeront rapidement.

### Équitables Pionniers de Rochdale
Peu de temps après l’échec de Derrion, démarre en Angleterre une expérience qui devait durer et avoir un retentissement universel. À Rochdale, près de Manchester, un groupe d’ouvriers tisserands se réunit et crée une coopérative de denrées alimentaires connue sous le nom des « Équitables Pionniers de Rochdale ». 
Au-delà de la simple création de magasins coopératifs, ils entendaient acheter des maisons pour leurs membres, acheter et louer des terres pour leurs chômeurs… Ils créèrent leur propre banque, leur compagnie d’assurance, des sociétés de prévoyance mutuelle, des écoles, des bibliothèques…
Bien que n’étant pas la première expérimentation de la coopération, les « Équitables Pionniers de Rochdale » demeure dans l’histoire de la coopération le meilleur exemple de réussite durable.

### Bataille doctrinale
La doctrine prévalant depuis la Révolution est le libéralisme, exprimée initialement par Adam Smith (1723-1790) et suivie par de nombreux économistes au XIXe siècle. C’est en réaction à cette doctrine libérale que s’élaborent de telles expérimentations coopératives et les doctrines socialistes dont Pierre-Joseph Proudhon et Karl Marx seront les théoriciens les plus mémorables.
La révolution de 1848 connaît une brève explosion d’associations ouvrières qui disparaissent avec l’avènement du Second Empire. Les débuts de la 3e République consacrent la liberté d’association mais également la rupture entre coopération et organisations ouvrières. En effet, la coopération n’est plus considérée comme un moyen de transformation sociale de la classe ouvrière pour un mouvement socialiste bien plus radical et fait même l’objet d’un véritable rejet de la part du Parti Ouvrier et du mouvement syndical. 
À partir de 1890, un puissant mouvement syndicaliste révolutionnaire se développe qui deviendra la charpente de la Confédération générale du travail (CGT). Notons que pendant la période de la guerre franco-allemande de 1870 à celle de 1914, la condition ouvrière s’est notablement améliorée, la législation sociale, notamment, a beaucoup progressé : repos hebdomadaire, loi sur les accidents de travail…
Dans le même temps, le nombre de coopératives ne cessent de croître, coopératives de production, coopératives agricoles mais ce sont essentiellement des coopératives de consommation qui sont créées.
La position du Parti Ouvrier évolue nettement pendant cette période, passant d’un rejet absolu à une position plus souple admettant que les coopératives pouvaient être utiles en étant des « centres de recrutement socialiste et des moyens de se procurer des fonds pour la lutte »[réf. nécessaire]. La Bourse des coopératives est créée et chaque coopérative doit verser une contribution au Parti ouvrier et accepter les principes fondamentaux de la lutte des classes.

### Charles Gide et l’École de Nimes
On est loin des principes exprimés concomitamment par l’École de Nîmes.
L’École de Nîmes est créée par un groupe de coopérateurs issus de Nîmes et de sa région sous la conduite de Charles Gide (1847-1932). Professeur d’économie, son nom reste attaché à l’idée de coopération et d’économie sociale, il élabore à partir de l'expérience britannique des « Équitables Pionniers de Rochdale » « la doctrine des trois étapes » qui doit, selon lui, « constituer le schéma de développement de la coopération en France et aboutir à la transformation totale de la société en République coopérative »[réf. nécessaire].

### Création de la FNCC
Les deux groupements coopératifs, l’Union coopérative prônée par Charles Gide et la Bourse des coopératives regroupant les coopérateurs socialistes révolutionnaires, se réunifient en 1912 sous l’impulsion de Jean Jaurès et donnent naissance à la Fédération nationale des coopératives de consommateurs (FNCC). Charles Gide obtiendra l’indépendance de la coopération vis-à-vis des partis et les socialistes renonceront à l’obligation pour les coopératives de financer le Parti socialiste.

### De l'après-guerre à nos jours
Au cours de l’après-guerre de 1914-1918, une floraison de coopératives d’autres types que les coopératives de consommation se développent, coopératives de production, dans le secteur du bâtiment, Crédit coopératif, dans le secteur bancaire, etc.
Un statut général des coopératives est établi en 1947. Il reconnaît et conserve les différentes formes de coopératives. Ce statut perdure.
Revenant aux seules coopératives de consommateurs, jusque dans les années 1960, elles développent un réseau dense de magasins de proximité, se dotent d’usines leur donnant « la maîtrise des approvisionnements et des coûts de production »[réf. nécessaire] tout en respectant les principes coopératifs : l’unicité du juste prix, distribution des ristournes aux sociétaires…
En cela, elles ont formé un ensemble original au sein de la grande distribution. Mais cette originalité a également constitué un handicap lors des mutations qui, entre les années 1960 et les années 1990, ont profondément modifié le paysage de la  distribution française.
En effet, « leur réticence à la politique des prix d’appel et de différenciation des prix selon la taille des magasins, leur attachement aux unités de production dédiées aux coopératives et progressivement moins compétitives en termes de prix face à la concentration des grands industriels de l’agro-alimentaire et une méfiance vis-à-vis du développement des hypermarchés »[réf. nécessaire] ont restreint la nécessaire adaptabilité dont elles auraient dû faire preuve face à l’accélération du processus de transformation de la distribution.
Nonobstant les difficultés passées, les coopératives de consommation sont toujours présentes et sont devenues « des acteurs économiques actifs et des interlocuteurs sociaux dans les régions où elles sont implantées »[réf. nécessaire].
Dans les années 2010 un nouveau type de coopératives de consommation émerge : le magasin coopératif et participatif. Il diffère des modèles historiques par la mise au travail des consommateurs, les faisant participer aux tâches de gestion et de maintenance du magasin.

## Sources
- Jean Gaumont, "Histoire générale de la coopération en France" 2 vol, (Paris 1923),
- Charles Gide, "Les coopératives de consommation" (Paris 1904).
- Johann Brazda / Robert Schediwy (Eds) Consumer Cooperatives in a Changing World" 2 vol. (Genève 1989), version PDF:

(Dans ce dernier ouvrage les développements récents en France sont décrits en détail sur la base d'entretiens avec les principaux acteurs au temps de la crise - voir p. 673 et suiv., plus spécifiquement p 748 et suiv.)
- Denis Bayon, "Le commerce véridique et social de Michel-Marie Derrion, Lyon, 1835-1838" (Lyon 2002)
- Henri Desroche "Le projet coopératif" Economie et Humanisme (Paris, 1976)
- Pierre Rolland / Jean-François Draperi /Arielle Hyver /Gilles Bousquet "La Coopérative, une autre façon d'entreprendre d'hier à aujourd'hui" (2001)
- "Coop Aujourd'hui" plaquette institutionnelle de la F.N.C.C.
- Jean-François Draperi, "La République Coopérative", Louvain-la-Neuve, Larcier, 2013